# Caroline Korneli
Caroline Irene Korneli (* 1. Januar 1982 in Dresden) ist eine deutsche Fernseh- und Radiomoderatorin und Schauspielerin.

## Leben
Korneli war ab dem Alter von elf Jahren im Fernsehen in kleinen Nebenrollen zu sehen. Nach dem Realschulabschluss arbeitete sie beim Berliner Kunsthaus Tacheles als Schauspielerin. Seit 2000 moderiert sie Sendungen bei Radio Fritz und seit 2004 zudem bei MTV Germany. Dort trat sie unter anderem mit der Mini-Reihe Caro – Eine Frau geht steil in der Late-Night-Show Sarah Kuttner – Die Show auf. Anfang 2009 wurden zwei Ausgaben des Satire-Formats TV-Helden bei RTL ausgestrahlt, in dem sie neben Jan Böhmermann und Pierre M. Krause zu sehen war. Ferner trat sie in mehreren Werbespots (u. a. für die GEZ) auf. Ab September 2009 war sie in der Sendung Harald Schmidt im Ersten zu sehen. Zudem moderierte sie von April 2010 bis März 2018 jeweils mittwochs die Lateline, eine Radiotalkshow der Jugendwellen der ARD, die seit dem 12. April 2010 von 23:00 Uhr bis 1:00 Uhr zu hören war und sich direkt der Sendung Blue Moon auf dem nur regional ausgestrahlten Jugendsender Fritz anschloss. Seit 2010 ist sie gelegentlich in der Satiresendung Extra 3 als Außenreporterin vertreten. Seit Oktober 2019 tritt sie auch in der Sendung Hier spricht Berlin im Ersten auf. Caro Korneli ist Moderatorin beim Deutschlandfunk Kultur (Stand 2024).
Korneli hat drei Kinder und lebt in Berlin.

## Radiosendungen
- Caro Ass
- Radiofritzen am Nachmittag
- Caroma Club
- Lateline
- Blue Moon (Hörfunksendung)
- High Noon (Fritz)
- Plus Eins (Deutschlandfunk Kultur)[8]

## Fernsehen
- 1994: Geheim – oder was?! (Fernsehserie, 3 Folgen)
- 1996: SK Babies (Fernsehserie, 1 Folge)
- 1997: Für alle Fälle Stefanie (Fernsehserie, 3 Folgen)
- 2003: Alltag (Fernsehfilm)
- 2005: Kismet – Würfel Dein Leben! (Regie: Lars Kraume)
- 2008: Liebesgruß an einen Engel (Fernsehfilm)
- 2009: TV-Helden (Fernsehserie)
- 2012: Plötzlich Papa – Einspruch abgelehnt! (Fernsehserie, 1 Episode)
- 2014: Seppl & Saupreiß – Eine bayerisch-preußische Annäherung (Doku, 2 Episoden, Regie: Alexander Saran)
- 2023: Gute Unterhaltung (Fernsehserie, 1 Episode)

## Schriften
- Caroline Korneli und Markus Kavka: Mach mir mal ’ne Nudelsuppe, bevor ich dich besudel, Puppe! Boys vs. Girls. Reinbek bei Hamburg 2007, ISBN 978-3-499-62276-2.
- Caroline Korneli und Pyranja: Zwei Bitches ziehen blank. Verlag Neues Leben, 2013, ISBN 978-3-355-01811-1.